# Нов световен ред (конспиративна теория)
Нов световен ред (известна с английското наименование New World Order, NWO) е конспиративна теория, според която световните събития се управляват задкулисно от малка група хора, „световният елит“ (масоните, кралските фамилии, клубът „Билдерберг“, Комитет 300, Ротшилд, Рокфелер. и др.), които целят създаването на световно правителство и негово тоталитарно управление.
Обща тема на конспирациите за NWO е съществуването на таен световен елит, който влияе върху ключови световни събития (обществени, политически,исторически, дори природни). Според конспиративната теория целта е установяване на единно световно управление и съответно заличаването на суверенните държави. В това число политически и финансови събития се твърди, че са оркестрирани от скрити организации. В този ред множество исторически и настоящи събития се разглеждат като повлияни по този начин, или дори дирижирани, с подозрението за тайни политически сбирки и процеси на вземане на решение. Ежегодно по цял свят се появяват стотици книги, които се опитват да докажат или прокламират съществуването на световен заговор.